# Frederic Moore
Frederic Moore FZS ( 13 de mayo de 1830 – 10 de mayo de 1907) fue un entomólogo británico.

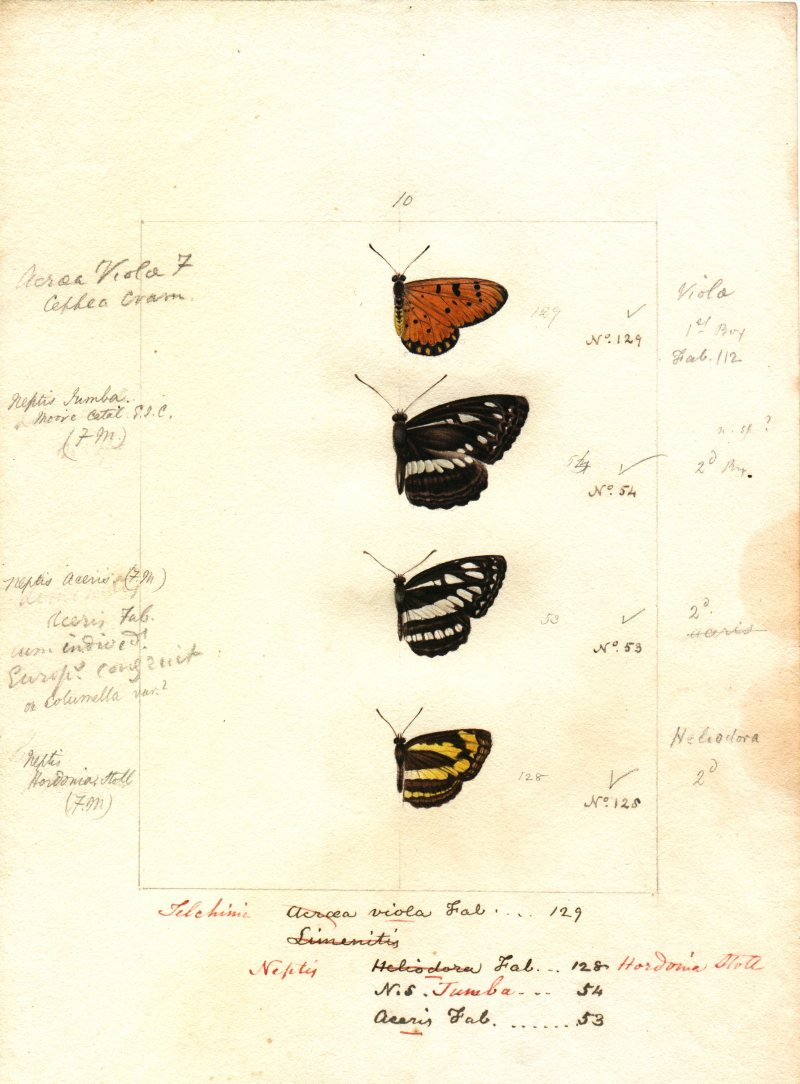
Una plancha de acuarela de Robert Templeton con notas de Frederic Moore en el margen izq.

Moore fue asistente curador en el Museo de la Compañía británica East India, en Londres. Continuó hasta que el museo se disolvió en 1879. Comenzó a compilar Lepidoptera indica (1890–1913), su mayor obra sobre las mariposas de Asia del Sur en 12 volúmenes, completado luego de su deceso, por Charles Swinhoe. Algunas planchas las produjo su hijo, mientras otras las hizo John Nugent Fitch. Muchas especies de mariposas fueron descriptas por él en esa obra.
"Moore entró a las puertas de la entomología gracias a sus habilidades artísticas. El Dr. T. Horsfield (1777–1859), largamente asociado con el Museo del East India, requería a alguien capaz de hacer dibujos de historia natural y, a través de una búsqueda, Federico Moore obtuvo el puesto. Así comenzó una larga asociación con los Lepidoptera de India"

## Honores
- asociado de la Sociedad Linneana de Londres
- miembro de Entomological Society of London
- miembro correspondiente de Entomological Society of Stettin
- miembro de "Entomological Society of the Netherlands"

## Otras publicaciones
- A catalogue of the birds in the museum of the East-India Company. 1854–58, con Thomas Horsfield
- The Lepidoptera of Ceylon. 1880–87

## Abreviatura (zoología)
La abreviatura Moore  se emplea para indicar a Frederic Moore como autoridad en la descripción y taxonomía en zoología.